# Monaster Wprowadzenia Matki Bożej do Świątyni w Iwanowie
Monaster Wprowadzenia Matki Bożej do Świątyni – żeński prawosławny klasztor w Iwanowie, w jurysdykcji eparchii iwanowo-wozniesieńskiej Rosyjskiego Kościoła Prawosławnego.
Monaster funkcjonuje od 1991 przy wzniesionej na początku XX w. cerkwi Wprowadzenia Matki Bożej do Świątyni. Budynek ten od 1935 pozostawał w rękach Żywej Cerkwi, zaś w 1938 został zamknięty i zaadaptowany na obwodowe archiwum państwowe. Jego pierwotne wyposażenie uległo całkowitemu zniszczeniu, podupadła sama budowla. Zrujnowaną cerkiew zwrócono prawosławnej parafii w 1990, po dwuletnich nieudanych staraniach prowadzonych drogą urzędową i po szesnastodniowej głodówce czterech kobiet należących wcześniej do „dwudziestki” wiernych wymaganej do zarejestrowania parafii.  
Monaster przy świątyni utworzył formalnie patriarcha moskiewski i całej Rusi Aleksy II 27 kwietnia 1991. Żeńską wspólnotę zgromadził archimandryta Ambroży (Jurasow), który pozostaje jej spowiednikiem, funkcje ihumenii pełni Maria (Pieriepiecza). W 2013 r. w monasterze i w jego placówkach filialnych przebywało ponad 150 osób. Mniszki odremontowały zniszczoną cerkiew klasztorną, wzniosły przy niej nowe budynki, zajmują się pracą duszpasterską w więzieniach oraz pracą charytatywną, prowadzą prawosławny telefon zaufania i pracują w eparchialnej komisji kanonizacji świętych.
Szczególnym kultem w klasztorze otaczane są relikwie świętych nowomęczenników rosyjskich – kapłana Włodzimierza Leżniewskiego i błogosławionego Aleksego Jelnatskiego, jak również riasa św. Jana Kronsztadzkiego i cząsteczki relikwii innych 168 świętych.